# 거제초등학교 산달분교
거제초등학교 산달분교는 경상남도 거제시 거제면 산달1길 11 (법동리)에 있었던 분교이다.

## 학교 연혁
- 1946년 12월 6일 산달공립국민학교 개교
- 1958년 12월 20일 현 위치로 이전
- 1984년 9월 15일 병설유치원 개원
- 1987년 8월 28일 급식소 준공
- 1996년 3월 1일 산달초등학교로 개칭
- 1998년 3월 1일 거제초등학교 산달분교장
- 2003년 3월 1일 본교로 통폐합